# Brothers in Arms (canción)
«Brothers in Arms» es una balada del grupo británico Dire Straits, que forma parte del álbum homónimo y que se publicó como el tercer sencillo del mismo el 14 de octubre de 1985.

## Contexto
La canción fue escrita durante la guerra de las Malvinas y está considerada una canción antibelicista.

## Descripción
Tema en Sol sostenido menor. Existen dos versiones de estudio grabadas de esta canción: la versión del álbum, que dura 6:55, y la versión más corta que dura 6:05 y cuenta con solos ligeramente distintos (y más cortos) al principio y al final de la canción. 
La versión que aparece en el álbum de grandes éxitos de Dire Straits , Sultans of Swing: The Very Best of Dire Straits, dura 4:55. La versión ofrecida en el álbum en directo  On the Night  contiene un solo de guitarra adicional y alcanza los 8:55.
Mark Knopfler ha tocado habitualmente la canción con una Gibson Les Paul, en lugar de su habitual Schecter.
En ocasiones se ha dicho que se trata del primer sencillo publicado en formato Compact Disc.

## Vídeo musical
El vídeo musical utiliza la técnica de la rotoscopia y muestra a la banda tocando, superpuesta con imágenes de la Primera Guerra Mundial.  En contraste con el clip de estética vanguardista de Money for Nothing, el vídeo de Brothers in Arms presenta un aspecto más clásico con imágenes en blanco y negro.
El vídeo obtuvo el Premio Grammy al mejor vídeo musical.

## Posicionamiento
| Listas (1985/88) | Posiciones |
| ---------------- | ---------- |
| Reino Unido      | 16         |
| Irlanda          | 10         |
| Países Bajos     | 59         |
| Australia        | 57         |
| Nueva Zelanda    | 5          |